# Harvey Marlatt
Harvey W. Marlatt (26 de agosto de 1948-8 de agosto de 2024) fue un jugador de baloncesto estadounidense que disputó tres temporadas en la NBA. Con 1,91 metros de estatura, jugaba en la posición de base.

## Trayectoria deportiva

### Universidad
Jugó durante cuatro temporadas con los Eagles de la Universidad de Míchigan Oriental, donde figura como quinto mayor anotador histórico de la universidad, con 1.680 puntos, y el tercer mejor pasador, con 439 asistencias. Su tope en este último apartado, récord absoluto de los Eagles, son 18 pases de canasta logrados en marzo de 1970.

### Profesional
Fue elegido en el puesto 224 del Draft de la NBA de 1970 por Detroit Pistons, y por los New York Nets en el Draft de la ABA, fichando por los primeros. La temporada 1971-72 fue la más destacada, en la que promedió 5,0 puntos y 2,0 rebotes por partido. Al año siguiente, poco después de comenzada la competición, fue despedido.

## Estadísticas de su carrera en la NBA

### Temporada regular
| Temporada | Edad | Equipo          | Liga | P  | TIT | MIN  | TC  | TCA | %TC  | 3P | 3PA | %3P | TL  | TLA | %TL  | R.OF. | R.DEF. | REB | ASIS | ROB | TAP | PER | FP  | PTS |
| 1970-71   | 22   | Detroit Pistons | NBA  | 23 |     | 9.3  | 1.1 | 3.5 | .313 |    |     |     | 0.7 | 0.8 | .833 |       |        | 1.0 | 1.3  |     |     |     | 1.2 | 2.8 |
| 1971-72   | 23   | Detroit Pistons | NBA  | 31 |     | 16.3 | 1.9 | 4.8 | .403 |    |     |     | 1.2 | 1.4 | .857 |       |        | 2.0 | 1.9  |     |     |     | 2.1 | 5.0 |
| 1972-73   | 24   | Detroit Pistons | NBA  | 7  |     | 3.7  | 0.3 | 0.6 | .500 |    |     |     | 0.0 | 0.0 |      |       |        | 0.1 | 0.6  |     |     |     | 0.1 | 0.6 |
| Total     |      |                 | NBA  | 61 |     | 12.2 | 1.4 | 3.8 | .373 |    |     |     | 0.8 | 1.0 | .850 |       |        | 1.4 | 1.5  |     |     |     | 1.5 | 3.7 |